# Ріно (Огайо)
Ріно (англ. Reno) — переписна місцевість (CDP) в США, в окрузі Вашингтон штату Огайо. Населення — 1129 осіб (2020).

## Географія
Ріно розташоване за координатами 39°22′29″ пн. ш. 81°23′26″ зх. д. / 39.37472° пн. ш. 81.39056° зх. д. (39.374830, -81.390653).  За даними Бюро перепису населення США в 2010 році переписна місцевість мала площу 2,03 км², з яких 1,99 км² — суходіл та 0,05 км² — водойми.

## Демографія
Згідно з переписом 2010 року, у переписній місцевості мешкали 1293 особи в 624 домогосподарствах у складі 348 родин. Густота населення становила 636 осіб/км².  Було 646 помешкань (318/км²).
Расовий склад населення:
| - 97,5 % — білих - 0,6 % — азіатів - 0,3 % — чорних або афроамериканців - 0,2 % — корінних американців |

До двох чи більше рас належало 1,3 %. Частка іспаномовних становила 0,5 % від усіх жителів.
За віковим діапазоном населення розподілялося таким чином: 18,3 % — особи молодші 18 років, 57,0 % — особи у віці 18—64 років, 24,7 % — особи у віці 65 років та старші. Медіана віку мешканця становила 48,1 року. На 100 осіб жіночої статі у переписній місцевості припадало 89,6 чоловіків;  на 100 жінок у віці від 18 років та старших — 87,9 чоловіків також старших 18 років.
Медіана доходів становила 41 058 доларів для чоловіків та 26 827 доларів для жінок. За межею бідності перебувало 32,6 % осіб, у тому числі 52,6 % дітей у віці до 18 років та 20,8 % осіб у віці 65 років та старших.
Цивільне працевлаштоване населення становило 484 особи. Основні галузі зайнятості: роздрібна торгівля — 21,5 %, науковці, спеціалісти, менеджери — 18,2 %, освіта, охорона здоров'я та соціальна допомога — 14,9 %, мистецтво, розваги та відпочинок — 12,0 %.